# Kapanga wiltoni
Kapanga wiltoni är en spindelart som beskrevs av Forster 1970. Kapanga wiltoni ingår i släktet Kapanga och familjen panflöjtsspindlar. Inga underarter finns listade i Catalogue of Life.